# 板橋本町出入口
板橋本町出入口（いたばしほんちょうでいりぐち）は、東京都板橋区本町及び大和町にある首都高速道路5号池袋線の出入口である。
上下線双方の出口・入口とも設置されているフルインターチェンジである。上り板橋ジャンクション方面は右車線からの進入で、車線変更禁止となっているため、中央環状線外回り江北ジャンクション方面へ向かうことはできない。

## 接続する道路
- 国道17号
- 東京都道318号環状七号線（環七通り）

## 周辺
- 都営地下鉄三田線板橋本町駅
- 富士見病院
- 大和病院
- 板橋区立公文書館・子ども絵本館

## 隣
首都高速5号池袋線
(509)北池袋出入口 - 熊野町JCT - 板橋JCT - (511,512)板橋本町出入口 - 志村PA/TB - (513)中台出入口